# Det stærkeste bånd
Det stærkeste bånd (originaltitel Yesterday's Wife) er en amerikansk stumfilm fra 1923 af Edward LeSaint.

## Medvirkende
- Irene Rich som Megan Daye
- Eileen Percy som Viola Armes
- Lottie Williams som Sophia
- Josephine Crowell som Mrs. Harbours
- Lewis Dayton som Gilbert Armes
- Philo McCullough som Victor Fleming
- William Scott som Jeo Coombs